# Veronika Wallinger
Veronika Wallinger, född den 30 juli 1966 i Sankt Koloman, Österrike, är en österrikisk utförsåkare.
Hon tog OS-brons i damernas störtlopp i samband med de olympiska utförstävlingarna 1992 i Albertville.